# Stygobromus dejectus
Stygobromus dejectus är en kräftdjursart som först beskrevs av John R. Holsinger 1967.  Stygobromus dejectus ingår i släktet Stygobromus och familjen Crangonyctidae. IUCN kategoriserar arten globalt som sårbar. Inga underarter finns listade i Catalogue of Life.